# Praga 13
Praga 13 es un barrio municipal que comprende una porción extensa del área catastral Stodůlky, así como otras subdivisiones territoriales como Jinonice, Třebonice y Řeporyje. Está situado en el distrito urbano de Praga 5, más precisamente, al suroeste de la ciudad, cerca de la salida de la autopista D5. La mayor parte de la ciudad está constituida por el barrio residencial Jihozápadní Město (La Ciudad del Suroeste).

## El distrito administrativo Praga 13
La oficina del barrio municipal Praga 13 se ocupa también del desempeño de la actividad extendida de la administración estatal que incluye la zona del distrito urbano Praga-Řeporyje.

## Historia
La ciudad de Praga está compuesta por el territorio de este barrio municipal desde el año 1974. Geográficamente, se trata de una protuberancia entre los valles de Motolské, Prokopské y Dalejské, fraccionada alrededor del manantial del Arroyo Procopiano. Los pueblos anteriores como Stodůlky, Velká Ohrada, Malá Ohrada y Třebonice formaban durante mucho tiempo la unidad autogestionaria en el ámbito del distrito municipal de Praga 5 bajo el nombre de Stodůlky. Hoy en día se trata de una parte urbana autónoma de Praga 13. Las zonas protegidas de los valles Prokopské y Daleiské hacen de este territorio una localidad interesante desde el punto de vista geográfico. Una parte del valle Prokopské está constituida por un volcán submarino de la Era Paleozoica.
La aparición de los primeros habitantes de esta región data de hace unos 20 000 años, en la época del último periodo glacial. Los últimos hallazgos, encontrados en la Caverna de San Procopio, atestiguan la presencia humana en este territorio. En nuestros días ya se sabe que la población de esta parte de Praga fue muy densa. Esto ha sido puesto en evidencia por los resultados de la investigación arqueológica, emprendida entre los años 1978 y 1987, durante la construcción de un barrio residencial. La investigación arqueológica ha demostrado también que en el sitio, donde hoy se sitúa Nové Butovice, se encontraban en el pasado más de sesenta sepulturas, lo que hace de este lugar el cuarto cementerio neolítico más grande de Europa. El cementerio de la cultura de Unetice ha ofrecido hallazgos de joyas de bronce, de pendientes, alfileres, brazaletes, de hachas de guerra y de cuchillos con hojas triangulares.
Praga 13 creció en el lugar donde anteriormente se hallaban varios poblados y pueblos antiguos como, por ejemplo, Nové Butovice, Stodůlky, Lužiny, Velká Ohrada, Malá Ohrada y Třebonice.

## La época contemporánea

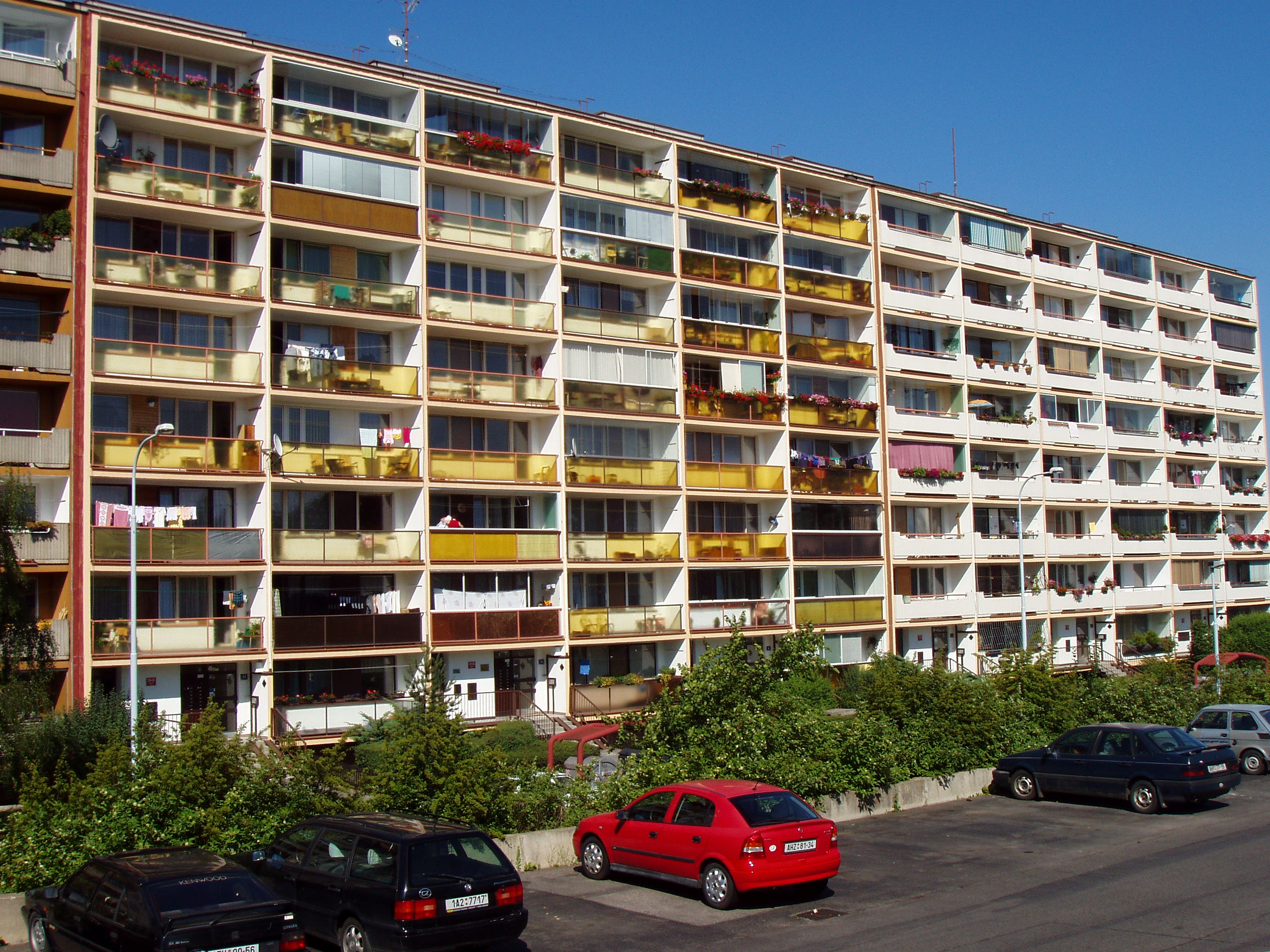
El Barrio residencial de Praga 13.

El desarrollo de Praga 13 ha empezado simultáneamente con la construcción de la línea del metro B en el año 1994 y sigue creciendo con mucha rapidez. Es gracias a su posición cerca del centro urbano que varios hipermercados e incluso centros comerciales se construyen justamente aquí. También se han construido nuevos edificios administrativos.
El barrio residencial Jihozápadní Město (Ciudad Suroccidental) que constituye hoy en día la mayor parte de Praga 13, está subdivido en otras partes residenciales Nové Butovice, Lužiny y Stodůlky.
Desde el año 2008, sigue prolongándose la construcción de un nuevo barrio municipal Západní Město (Ciudad Occidental) en las localidades Stodůlky y Třebonice al oeste de la estación de metro Stodůlky.
En la jerga popular checa, el distrito de Praga 13 recibe el sobrenombre de "la ciudad donde el sol se va a dormir".